# Montevarchi Calcio Aquila 1902 1998-1999
Questa voce raccoglie le informazioni riguardanti il Montevarchi Calcio Aquila 1902 nelle competizioni ufficiali della stagione 1998-1999.

## Rosa
| N. |                   | Ruolo | Calciatore         |
| -- | ----------------- | ----- | ------------------ |
|    | Italia (bandiera) | C     | Angelo Affatigato  |
|    | Italia (bandiera) | A     | Fabio Alteri       |
|    | Italia (bandiera) | C     | Giuseppe Angelini  |
|    | Italia (bandiera) | C     | Andrea Bernini     |
|    | Italia (bandiera) | D     | Riccardo Bocchini  |
|    | Italia (bandiera) | C     | Cristiano Caleri   |
|    | Italia (bandiera) | A     | Francesco Caruso   |
|    | Italia (bandiera) | C     | Tarcisio Catanese  |
|    | Italia (bandiera) | A     | Emanuele Chiaretti |
|    | Italia (bandiera) | D     | Giacomo Chini      |
|    | Italia (bandiera) | D     | Lorenzo Fiale      |
|    | Italia (bandiera) | D     | Alessandro Gola    |
|    | Italia (bandiera) | D     | Claudio Maretti    |

| N. |                   | Ruolo | Calciatore            |
| -- | ----------------- | ----- | --------------------- |
|    | Italia (bandiera) | A     | Francesco Masi        |
|    | Italia (bandiera) | C     | Federico Nofri Onofri |
|    | Italia (bandiera) | D     | Manuel Paesani        |
|    | Italia (bandiera) | D     | Luca Perrotta         |
|    | Italia (bandiera) | D     | Giampaolo Pinna       |
|    | Italia (bandiera) | A     | Daniele Prosia        |
|    | Italia (bandiera) | D     | Dario Rossi           |
|    | Italia (bandiera) | P     | Saul Santarelli       |
|    | Italia (bandiera) | C     | Andrea Sena           |
|    | Italia (bandiera) | C     | Cristiano Signorini   |
|    | Italia (bandiera) | A     | Leonardo Varchetta    |
|    | Italia (bandiera) | D     | Luca Verdi            |

## Risultati

### Campionato

#### Girone di andata
| 6 settembre 1998 1ª giornata | Montevarchi | 0 – 0 | Varese |  |

| 13 settembre 1998 2ª giornata | Siena | 0 – 0 | Montevarchi |  |

| 20 settembre 1998 3ª giornata | Montevarchi | 0 – 0 | Padova |  |

| 27 settembre 1998 4ª giornata | Arezzo | 0 – 0 | Montevarchi |  |

| 4 ottobre 1998 5ª giornata | Brescello | 1 – 0 | Montevarchi |  |

| 11 ottobre 1998 6ª giornata | Montevarchi | 0 – 2 | Alzano Virescit |  |

| 18 ottobre 1998 7ª giornata | Cittadella | 3 – 0 | Montevarchi |  |

| 25 ottobre 1998 8ª giornata | Montevarchi | 1 – 1 | SPAL |  |

| 8 novembre 1998 9ª giornata | Lumezzane | 0 – 2 | Montevarchi |  |

| 15 novembre 1998 10ª giornata | Montevarchi | 1 – 0 | Modena |  |

| 22 novembre 1998 11ª giornata | Carpi | 2 – 2 | Montevarchi |  |

| 29 novembre 1998 12ª giornata | Montevarchi | 0 – 0 | Como |  |

| 6 dicembre 1998 13ª giornata | Carrarese | 0 – 1 | Montevarchi |  |

| 13 dicembre 1998 14ª giornata | Montevarchi | 2 – 0 | Livorno |  |

| 20 dicembre 1998 15ª giornata | Pistoiese | 0 – 0 | Montevarchi |  |

| 23 dicembre 1998 16ª giornata | Montevarchi | 1 – 1 | Lecco |  |

| 6 gennaio 1999 17ª giornata | Saronno | 0 – 0 | Montevarchi |  |

#### Girone di ritorno
| 10 gennaio 1999 18ª giornata | Varese | 1 – 0 | Montevarchi |  |

| 17 gennaio 1999 19ª giornata | Montevarchi | 2 – 0 | Siena |  |

| 24 gennaio 1999 20ª giornata | Padova | 1 – 1 | Montevarchi |  |

| 31 gennaio 1999 21ª giornata | Montevarchi | 0 – 0 | Arezzo |  |

| 14 febbraio 1999 22ª giornata | Montevarchi | 0 – 0 | Brescello |  |

| 21 febbraio 1999 23ª giornata | Alzano Virescit | 2 – 1 | Montevarchi |  |

| 28 febbraio 1999 24ª giornata | Montevarchi | 1 – 0 | Cittadella |  |

| 7 marzo 1999 25ª giornata | SPAL | 0 – 0 | Montevarchi |  |

| 21 marzo 1999 26ª giornata | Montevarchi | 0 – 0 | Lumezzane |  |

| 28 marzo 1999 27ª giornata | Modena | 0 – 0 | Montevarchi |  |

| 3 aprile 1999 28ª giornata | Montevarchi | 0 – 0 | Carpi |  |

| 11 aprile 1999 29ª giornata | Como | 0 – 0 | Montevarchi |  |

| 18 aprile 1999 30ª giornata | Montevarchi | 3 – 0 | Carrarese |  |

| 25 aprile 1999 31ª giornata | Livorno | 0 – 4 | Montevarchi |  |

| 2 maggio 1999 32ª giornata | Montevarchi | 0 – 0 | Pistoiese |  |

| 9 maggio 1999 33ª giornata | Lecco | 1 – 1 | Montevarchi |  |

| 16 maggio 1999 34ª giornata | Montevarchi | 1 – 0 | Saronno |  |